# Circuito Mundial de Voleibol de Praia de 1995
O Circuito Mundial de Voleibol de Praia de 1995 foi a nona edição das séries internacionais de vôlei de praia organizadas pela Federação Internacional de Voleibol (FIVB) para a variante masculina e a quarta edição para o naipe feminino. Para a edição 1995, o Circuito incluiu 17 torneios Open para o naipe masculino e 11 torneios Open para a variante feminina.

## Calendário

### Feminino
| Torneio                                                                             | Ouro                                        | Prata                                        | Bronze                                       | Quarto lugar                                        |
| Aberto de La Serena La Serena, Chile De 9 a 12 de fevereiro de 1995.                | BrasilSandra Pires · Jacqueline Silva       | Estados UnidosKarolyn Kirby · Deb Richardson | Estados UnidosBarbra Fontana · Lori Forsythe | Estados UnidosLisa Arce · Christine Podraza         |
| Aberto do Rio de Janeiro Rio de Janeiro, Brasil De 2 a 5 de março de 1995.          | BrasilSandra Pires · Jacqueline Silva       | BrasilMônica Rodrigues · Adriana Samuel      | Estados UnidosKarolyn Kirby · Deb Richardson | BrasilAdriana Behar · Magda Lima                    |
| Aberto de Clearwater Clearwater, Estados Unidos De 5 a 7 de maio de 1995.           | BrasilSandra Pires · Jacqueline Silva       | Estados UnidosKarolyn Kirby · Liz Masakayan  | Estados UnidosHolly McPeak · Nancy Reno      | Estados UnidosBarbra Fontana · Lori Forsythe        |
| Aberto de Hermosa Beach Hermosa Beach, Estados Unidos De 14 a 16 de junho de 1995.  | Estados UnidosHolly McPeak · Nancy Reno     | BrasilSandra Pires · Jacqueline Silva        | Estados UnidosKarolyn Kirby · Liz Masakayan  | Estados UnidosDeb Richardson · Dennie Shupryt Knoop |
| Aberto de Pulsan Pulsan, Coreia do Sul De 20 a 22 de julho de 1995.                 | Estados UnidosHolly McPeak · Nancy Reno     | Estados UnidosKarolyn Kirby · Liz Masakayan  | BrasilSandra Pires · Jacqueline Silva        | BrasilMônica Rodrigues · Adriana Samuel             |
| Aberto de Osaka Osaka, Japão De 27 a 29 de julho de 1995.                           | Estados UnidosHolly McPeak · Nancy Reno     | Estados UnidosLinda Hanley · Angela Rock     | BrasilSandra Pires · Jacqueline Silva        | Estados UnidosBarbra Fontana · Lori Forsythe        |
| Aberto de Espinho Espinho, Portugal De 25 a 27 de agosto de 1995.                   | Estados UnidosHolly McPeak · Nancy Reno     | Estados UnidosLinda Hanley · Angela Rock     | BrasilSandra Pires · Jacqueline Silva        | AustráliaNatalie Cook · Kerri Pottharst             |
| Aberto de Bali Bali, Indonésia De 15 a 17 de setembro de 1995.                      | Estados UnidosHolly McPeak · Nancy Reno     | BrasilSandra Pires · Jacqueline Silva        | Estados UnidosLinda Hanley · Angela Rock     | Estados UnidosBarbra Fontana · Lori Forsythe        |
| Aberto de Brisbane Brisbane, Austrália De 6 a 8 de outubro de 1995.                 | Estados UnidosHolly McPeak · Nancy Reno     | BrasilSandra Pires · Jacqueline Silva        | AlemanhaBeate Bühler · Danja Müsch           | Estados UnidosBarbra Fontana · Lori Forsythe        |
| Aberto de Carolina Carolina (Porto Rico), Porto Rico De 9 a 12 de novembro de 1995. | Estados UnidosHolly McPeak · Nancy Reno     | BrasilSandra Pires · Jacqueline Silva        | BrasilMônica Rodrigues · Adriana Samuel      | AlemanhaBeate Bühler · Danja Müsch                  |
| Aberto de Santos Santos, Brasil De 16 a 19 de novembro de 1995.                     | Estados UnidosBarbra Fontana · Linda Hanley | Estados UnidosHolly McPeak · Nancy Reno      | BrasilSandra Pires · Jacqueline Silva        | AustráliaNatalie Cook · Kerri Pottharst             |

### Masculino
| Torneio                                                                                | Ouro                                              | Prata                                             | Bronze                                            | Quarto lugar                                      |
| Aberto do Rio de Janeiro Rio de Janeiro, Brasil De 2 a 5 de março de 1995.             | BrasilAndré Gomes · Carlos Loss "Alemão"          | BrasilZé Marco · Emanuel Rego                     | BrasilRoberto Lopes · Franco Neto                 | Estados UnidosCarlos Briceno · Jeff Williams      |
| Aberto de Marbella Marbella, Espanha De 14 a 16 de abril de 1995.                      | BrasilRoberto Lopes · Franco Neto                 | BrasilAndré Gomes · Carlos Loss "Alemão"          | BrasilZé Marco · Emanuel Rego                     | CubaFrancisco Álvarez · Juan Rossell              |
| Aberto de Clearwater Clearwater, Estados Unidos De 5 a 7 de maio de 1995.              | BrasilRoberto Lopes · Franco Neto                 | BrasilZé Marco · Emanuel Rego                     | Estados UnidosBruk Vandeweghe · Jeff Williams     | BrasilAndré Gomes · Carlos Loss "Alemão"          |
| Aberto de Marseille Marseille, França De 22 a 25 de junho de 1995.                     | BrasilZé Marco · Emanuel Rego                     | NoruegaJan Kvalheim · Bjørn Maaseide              | BrasilAndré Gomes · Carlos Loss "Alemão"          | BrasilPaulo Moreira "Paulão" · Paulo Emílio Silva |
| Aberto de Berlin Berlin, Alemanha De 30 de junho a 2 de julho de 1995.                 | NoruegaJan Kvalheim · Bjørn Maaseide              | BrasilRoberto Lopes · Franco Neto                 | BrasilZé Marco · Emanuel Rego                     | Estados UnidosCarlos Briceno · Jeff Williams      |
| Aberto de Hermosa Beach Hermosa Beach, Estados Unidos De 14 a 16 de julho de 1995.     | Estados UnidosMichael Dodd · Mike Whitmarsh       | Estados UnidosScott Friederichsen · Eric Wurts    | BrasilZé Marco · Emanuel Rego                     | FrançaJean-Philippe Jodard · Christian Penigaud   |
| Aberto de Pulsan Pulsan, Coreia do Sul De 22 a 26 de julho de 1995.                    | BrasilRoberto Lopes · Franco Neto                 | BrasilRogério Ferreira "Pará" · Guilherme Marques | NoruegaJan Kvalheim · Bjørn Maaseide              | Estados UnidosCarl Henkel · Sinjin Smith          |
| Aberto de Enoshima Enoshima, Japão De 29 a 31 de julho de 1995.                        | BrasilRoberto Lopes · Franco Neto                 | Estados UnidosCarl Henkel · Sinjin Smith          | NoruegaJan Kvalheim · Bjørn Maaseide              | FrançaJean-Philippe Jodard · Christian Penigaud   |
| Aberto de Lignano Lignano Sabbiadoro, Itália De 4 a 6 de agosto de 1995.               | BrasilPaulo Moreira "Paulão" · Paulo Emílio Silva | ArgentinaMartín Conde · Eduardo Martínez          | BrasilRoberto Lopes · Franco Neto                 | NoruegaJan Kvalheim · Bjørn Maaseide              |
| Aberto de Espinho Espinho, Portugal De 11 a 13 de agosto de 1995.                      | BrasilRoberto Lopes · Franco Neto                 | BrasilZé Marco · Emanuel Rego                     | EspanhaJavier Bosma · Sixto Jiménez               | BrasilPaulo Moreira "Paulão" · Paulo Emílio Silva |
| Aberto de Ostende Ostende, Bélgica De 17 a 19 de agosto de 1995.                       | BrasilZé Marco · Emanuel Rego                     | BrasilRogério Ferreira "Pará" · Guilherme Marques | CanadáJohn Child · Mark Heese                     | NoruegaJan Kvalheim · Bjørn Maaseide              |
| Aberto de La Baule La Baule-Escoublac, França De 24 a 26 de agosto de 1995.            | BrasilRoberto Lopes · Franco Neto                 | BrasilZé Marco · Emanuel Rego                     | CanadáJohn Child · Mark Heese                     | Estados UnidosCarl Henkel · Sinjin Smith          |
| Aberto de Tenerife Tenerife, Espanha De 31 de agosto a 3 de setembro de 1995.          | BrasilZé Marco · Emanuel Rego                     | EspanhaJavier Bosma · Sixto Jiménez               | BrasilRoberto Lopes · Franco Neto                 | ArgentinaMartín Conde · Eduardo Martínez          |
| Aberto de Fortaleza Fortaleza, Brasil De 15 a 17 de setembro de 1995.                  | BrasilRoberto Lopes · Franco Neto                 | CubaFrancisco Álvarez · Juan Rossell              | BrasilRogério Ferreira "Pará" · Guilherme Marques | BrasilZé Marco · Emanuel Rego                     |
| Aberto de Bali Bali, Indonésia De 22 a 24 de setembro de 1995.                         | BrasilZé Marco · Emanuel Rego                     | BrasilRoberto Lopes · Franco Neto                 | Estados UnidosAdam Johnson · Kent Steffes         | Estados UnidosCarl Henkel · Sinjin Smith          |
| Aberto de Carolina Carolina (Porto Rico), Porto Rico De 10 a 12 de novembro de 1995.   | CubaFrancisco Álvarez · Juan Rossell              | Estados UnidosEric Fonoimoana · Mike Whitmarsh    | Estados UnidosCarl Henkel · Sinjin Smith          | PortugalJoão Brenha · Miguel Maia                 |
| Aberto de Cidade do Cabo Cidade do Cabo, África do Sul De 21 a 23 de dezembro de 1995. | BrasilZé Marco · Emanuel Rego                     | ArgentinaMartín Conde · Eduardo Martínez          | CanadáJohn Child · Mark Heese                     | BrasilPaulo Moreira "Paulão" · Paulo Emílio Silva |

## Quadro de medalhas
| Ordem | País           | Medalha de ouro | Medalha de prata | Medalha de bronze | Total |
| ----- | -------------- | --------------- | ---------------- | ----------------- | ----- |
| 1.    | Estados Unidos | 9               | 9                | 8                 | 26    |
| 2.    | Brasil         | 17              | 14               | 13                | 44    |
| 3.    | Noruega        | 1               | 1                | 2                 | 4     |
| 4.    | Cuba           | 1               | 1                | 0                 | 2     |
| 5.    | Argentina      | 0               | 2                | 0                 | 2     |
| 6.    | Espanha        | 0               | 1                | 1                 | 2     |
| 7.    | Canadá         | 0               | 0                | 3                 | 3     |
| 8.    | Alemanha       | 0               | 0                | 1                 | 1     |